# Kierpajny Małe
Kierpajny Małe (deutsch Klein Körpen) ist ein Ort in der polnischen Woiwodschaft Ermland-Masuren. Er gehört zur Stadt- und Landgemeinde Pieniężno (Mehlsack) im Powiat Braniewski (Kreis Braunsberg).

## Geographische Lage
Kierpajny Małe liegt im Nordwesten der Woiwodschaft Ermland-Masuren, 24 Kilometer südöstlich der Kreisstadt Braniewo (Braunsberg).

## Geschichte
Klein Körpen bestand in seinem Kern lediglich aus einem großen Hof, mit einer hofeigenen Kapelle. Als Landgemeinde wurde das Dorf 1874 in den neu errichteten Amtsbezirk Langwalde (polnisch Długobór) im ostpreußischen Kreis Braunsberg, Regierungsbezirk Königsberg, eingegliedert. Im Jahre 1910 zählte das Dorf 81 Einwohner.
Am 17. Oktober 1928 gab Klein Körpen seine Eigenständigkeit auf und schloss sich mit den Nachbargemeinden Gedauten (polnisch Gieduty) und Scharfenstein (Ostry Kamień) zur neuen Landgemeinde Gedauten zusammen.
Als 1945 in Kriegsfolge das gesamte südliche Ostpreußen an Polen abgetreten wurde, erhielt Klein Körpen die polnische Namensform „Kierpajny Małe“. Heute ist der Ort eine Osada (= „Siedlung“) im Verbund der Gmina Pieniężno (Stadt- und Landgemeinde Mehlsack) im Powiat Braniewski (Kreis Braunsberg), von 1975 bis 1998 der Woiwodschaft Elbląg, seither der Woiwodschaft Ermland-Masuren zugeordnet.

## Religion
Kierpajny Małe gehört wie vor 1945 auch Klein Körpen zur römisch-katholischen Kirche Długobór (Langwalde), die heute in das  Erzbistum Ermland einbezogen ist. Bis 1945 war das Dorf zudem in die evangelische Pfarrkirche Mehlsack in der Kirchenprovinz Ostpreußen der Kirche der Altpreußischen Union eingepfarrt. Die evangelischen Einwohner von Kierpajny Małe gehören jetzt zur Diözese Masuren der Evangelisch-Augsburgischen Kirche in Polen.

## Verkehr
Kierpajny Małe liegt an einer Nebenstraße, die Bornity (Bornitt) mit Stygajny (Stigehnen) verbindet. Eine Bahnanbindung besteht nicht.